# Slalomvärldsmästerskapen i kanotsport 2014
Slalomvärldsmästerskapen i kanotsport 2014 anordnades den 17-21 september i Deep Creek Lake, Maryland. 

## Medaljsummering

### Medaljtabell
| Pl.    | Nation         | Guld | Silver | Brons | Totalt |
| ------ | -------------- | ---- | ------ | ----- | ------ |
| 1      | Frankrike      | 4    | 2      | 2     | 8      |
| 2      | Australien     | 2    | 0      | 0     | 2      |
| 3      | Slovakien      | 1    | 1      | 2     | 4      |
| 4      | Slovenien      | 1    | 1      | 1     | 3      |
| 5      | USA            | 1    | 0      | 0     | 1      |
| 6      | Tjeckien       | 0    | 2      | 1     | 3      |
| 6      | Storbritannien | 0    | 2      | 1     | 3      |
| 8      | Österrike      | 0    | 1      | 0     | 1      |
| 9      | Tyskland       | 0    | 0      | 2     | 2      |
| Totalt | Totalt         | 9    | 9      | 9     | 27     |

### Herrar
| Gren    | Guld | Poäng  | Silver | Poäng  | Brons                                                                                          | Poäng  |
| C-1     | Fabien Lefèvre (USA)                                                                                    | 106,82 | Benjamin Savšek (SLO)                                                                                       | 108,62 | Franz Anton (GER)                                                                              | 110,30 |
| C-1 lag | Slovakien Michal Martikán Alexander Slafkovský Matej Beňuš                                              | 125,10 | Tjeckien Michal Jáně Vítězslav Gebas Jan Mašek                                                              | 126,09 | Slovenien Benjamin Savšek Luka Božič Anže Berčič                                               | 127,84 |
| C-2     | Slovenien Luka Božič Sašo Taljat                                                                        | 118,43 | Frankrike Pierre Picco Hugo Biso                                                                            | 119,60 | Slovakien Ladislav Škantár Peter Škantár                                                       | 122,78 |
| C-2 lag | Frankrike Pierre Labarelle & Nicolas Peschier Gauthier Klauss & Matthieu Peche Pierre Picco & Hugo Biso | 140,96 | Slovakien Pavol Hochschorner & Peter Hochschorner Ladislav Škantár & Peter Škantár Tomáš Kučera & Ján Bátik | 143,13 | Tjeckien Ondřej Karlovský & Jakub Jáně Jonáš Kašpar & Marek Šindler Tomáš Koplík & Jakub Vrzáň | 152,51 |
| K-1     | Boris Neveu (FRA)                                                                                       | 101,61 | Sébastien Combot (FRA)                                                                                      | 102,34 | Mathieu Biazizzo (FRA)                                                                         | 102,92 |
| K-1 lag | Frankrike Mathieu Biazizzo Sébastien Combot Boris Neveu                                                 | 112,79 | Tjeckien Jiří Prskavec Vavřinec Hradilek Vít Přindiš                                                        | 115,11 | Storbritannien Richard Hounslow Joseph Clarke Thomas Brady                                     | 123,24 |

### Damer
| Gren                      | Guld                                                     | Poäng  | Silver                                                      | Poäng  | Brons                                                     | Poäng  |
| C-1                       | Jessica Fox (AUS)                                        | 132,85 | Mallory Franklin (GBR)                                      | 138,78 | Oriane Rebours (FRA)                                      | 139,62 |
| C-1 lag (icke-medaljgren) | Tjeckien Kateřina Hošková Monika Jančová Martina Satková | 170,22 | Storbritannien Mallory Franklin Jasmine Royle Eilidh Gibson | 181,83 | Frankrike Caroline Loir Oriane Rebours Lucie Baudu        | 218,69 |
| K-1                       | Jessica Fox (AUS)                                        | 114,01 | Fiona Pennie (GBR)                                          | 114,97 | Melanie Pfeifer (GER)                                     | 120,01 |
| K-1 lag                   | Frankrike Carole Bouzidi Nouria Newman Émilie Fer        | 132,47 | Österrike Corinna Kuhnle Lisa Leitner Viktoria Wolffhardt   | 139,46 | Slovakien Elena Kaliská Jana Dukátová Kristína Nevařilová | 140,31 |